# Лейтц, Эрнст
Эрнст Лейтц III (нем. Ernst Leitz III, 16 января 1906 — 8 сентября 1979(73 года)) — немецкий инженер-предприниматель.

## Биография
Эрнст Лейтц III был вторым сыном Промышленника Эрнста Лейтца II и внуком основателя фирмы Эрнста Лейтца I. Эрнста Лейтц III в 1924 году сдал экзамены и начал работать купцом. Он вступил в отцовскую компанию и занимал лидирующие позиции. Источники противоречивы относительно роли компании: Ленгеманн (1986) указывает, что с 1928 года он был генеральным директором компании Ernst Leitz GmbH в Вецларе. Архив мунцингера указывает, что он вместе со своими братьями Людвигом и Гюнтером после смерти отца в 1956 году стал генеральным директором семейного предприятия. Parisius/Scholl-Seibert сообщают, что он был 44 лет управляющим директором Leitz-Werke.

## Политик
Владелец компании «Лейка» Эрнст Лейтц-младший с 1933 по 1943 год отправлял работавших у него евреев и социал-демократов, а также членов их семей, в заграничные представительства своей фирмы. Там он обучал их за свой счёт и пристраивал на работу в другие компании фотоиндустрии, тем самым спасая их от нацистов.
Эрнст лейц с 1945 года принимал участие в политической деятельности. Он был одним из основателей ХДС в Вецлар и был председателем ХДС Вецлар. До 1953 года он также был председателем ХДС в самом районе Вецлар. В 1958 году он был соучредителем экономического форума ХДС Гессен во Франкфурте-на-Майне.
После второй мировой войны в мае 1945 года он принадлежал к городскому комитету города Вецлар.
Начиная с местных выборов в Гессен 1946 г. он был членом городского совета, и работал все 30 лет, пока не ушел в отставку в 1975 году. Он был удостоен почетного звания городского старца.
С 26 февраля 1946 года по 14 июля 1946 года он был членом консультативного государственного комитета.